# Bornit

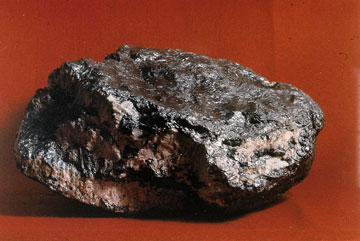

Bornit – minerał z gromady siarczków. Jest minerałem rzadkim, rozpowszechnionym tylko w niektórych regionach Ziemi. Minerał hydrotermalnych żył kruszcowych, zwykle występuje w asocjacji z chalkopirytem jako produkt odmieszania roztworu stałego, z galeną, sfalerytem i pirytem. Znany z wielu złóż miedzi, powszechny szczególnie w strefie cementacyjnej złóż siarczków Cu. Pospolity w łupkach miedzionośnych cechsztynu, tu w asocjacji z tetraedrytem, chalkozynem, pirytem, kowelinem.  
Nazwa pochodzi od nazwiska austriackiego mineraloga Ignaza von Borna (1742-1791).

## Charakterystyka

### Właściwości
Niezmiernie rzadko tworzy kryształy izometryczne o postaci sześcianu, ośmiościanu, bądź ich kombinacji. Często jest zbliźniaczony. Występuje w skupieniach zbitych, ziarnistych, tworzy wpryśnięcia i impregnacje.
Jest kruchy, nieprzezroczysty, wykazuje iryzację w odcieniach fioletowych, niebieskich, zielonych. W stanie świeżym podobny do pirytu i nikielinu.
Na świeżym przełamie wykazuje podobieństwo do pirotynu, a po pewnym czasie do kowelinu i chalkopirytu.

### Występowanie
Miejsca występowania:
- Na świecie: USA – Montana, Connecticut, Kalifornia, Karolina Południowa, Wirginia; Kanada, Namibia, Kazachstan, Chile, Peru, Wielka Brytania. Oprócz tego w Niemczech i Austrii.

- W Polsce: występuje w Miedziance i Kowarach. Jest jednym z głównych minerałów kruszcowych polimetalicznego złoża na monoklinie przedsudeckiej eksploatowanego przez KGHM Polska Miedź SA[3].

### Zastosowanie
- jedna z najważniejszych rud miedzi[potrzebny przypis]
- bardzo ceniony i atrakcyjny kamień kolekcjonerski[potrzebny przypis]
- bywa wykorzystywany jako kamień ozdobny